# Танрыверди, Азизхан Вели оглу
Азизхан Вели оглу Танрыверди (азерб. Əzizxan Vəli oğlu Tanrıverdi; 1 января 1959, Квемо-Карабулахи, Дманисский район — 18 июля 2018, Баку) — азербайджанский филолог.
Заведующий кафедрой азербайджанского языка и методики его преподавания Азербайджанского государственного педагогического университета.

## Биография
Родился 1 января 1959 года в селе Нижный Карабулак Дманисского района Грузии. В 1973 году окончил неполную среднюю школу с отличием в селе Нижный Карабулак Дманисского района, в 1975 году полную среднюю школу в селе Кировиси Дманисского района. В 1981 году с отличием окончил филологический факультет Азербайджанского государственного педагогического университета.
Трудовую деятельность начал в совхозе Егриси Грузинский ССР рабочим. Позднее преподавал в Шабранском районе.
Работал старшим лаборантом в Азербайджанском Государственном Педагогическом Университете. В 1990—1995 годах работал преподавателем в Азербайджанском Государственном Педагогическом Университете. В 1995—1998 годах был доцентом АГПУ. В 1999 году стал профессором. Начиная с 2011 года являлся заведующим кафедрой азербайджанского языка и методики его преподавания Азербайджанского Государственного Педагогического Университета.

## Научная деятельность
Впервые исследовал в историко-лингвистическом контексте азербайджанские имена тюркского происхождения.
Впервые системно исследовал такие комплексные вопросы, как аллитерация, ассонанс и образы, культ лошадей. Исследовал поэтический язык романа «Кура неукротимая» Исмаила Шихлы.
Является автором 30 книг, 180 научных статей. Вёл научно-исследовательскую работу в области литературной критики, истории, языка, ономастики.
Являлся научным руководителем 2 кандидатов наук.
Преподавал в Азербайджанском Государственном Педагогическом Университете по предметам «Азербайджанский язык» и «Лингвистический анализ».

## Общественная деятельность
- Член экспертного Совета Высшей Аттестационной Комиссии при Президенте Азербайджана по филологическим наукам (2003—2005)
- Член диссертационного совета Института проблем образования Азербайджана по педагогическим наукам (2007—2009)
- Член диссертационного совета АГПУ по педагогическим наукам[1] (2011—2016)

## Книги
- «Азербайджанские антропонимы тюркского происхождения» (Баку, 1996)
- «Имена лиц в „Китаби-Деде Коркут“» (Баку, 1999)
- «Грамматика кипчакского (половского) языка в XVI веке» (Баку, 2000)
- «Китаби-Деде Горгуд в западном диалекте» (Баку, 2002)
- «Образный язык „Китаби-Деде Коркут“» (Баку, 2006)
- «Слова мир в „Китаби-деде Горгут“» (Баку, 2008)
- «Наш язык, наша духовность» (Баку, 2008)
- «Язык поэзии» (Баку, 2008)
- «Древние тюркские имена» (Баку, 2009)
- «Историческая грамматика азербайджанского языка» (Баку, 2010)
- «Культ лошадей в „Китаби-деде Горгут“» (Баку, 2012)
- «Поэтический язык романа „Кура неукротимая“» (Баку, 2012)
- «Культ гор в „Китаби-деде Горгут“» (Баку, 2013)
- «Мир образов» в «Китаби-деде Горгут»" (Баку, 2013)
- Тесты литературы на азербайджанском языке для средней школы (в соавторстве с З. Мамедовым, И. Исмаиловым и И. Аббасовым) Баку, 1995